# Leopold Socha
Pour les articles homonymes, voir Socha (homonymie).
Leopold Socha (28 août 1909 à Lemberg - 12 mai 1946 à Gliwice, Pologne) est un employé municipal inspecteur d'égouts polonais, dans la ville autrefois polonaise de Lwów.

## Biographie
Pendant la Deuxième Guerre mondiale, Leopold Socha a utilisé sa connaissance du système d'égouts de la ville pour abriter des Juifs vis-à-vis des Allemands nazis et des collaborateurs ukrainiens. En 1978, Socha a été reconnu par l'État d'Israël comme un Juste parmi les nations.
Leopold Socha est mort le 12 mai 1946 en sauvant sa fille des roues d'un camion militaire soviétique.
Le rôle de Leopold Socha est tenu par l'acteur Robert Więckiewicz dans le film Sous la ville réalisé par Agnieszka Holland.